# Прудок (Крупський район)
Прудок (біл. вёска Прудок) — село в складі Крупського району Мінської області, Білорусь. Село належало Видрицькій сільській раді, розташоване в східній частині області.
Рішенням Мінської обласної ради депутатів від 30 жовтня 2009 року, щодо змін адміністративно-територіального устрою Мінської області, село Прудок підпорядковане Ухвальській сільській раді.